# Metope
Metope (af gr. meta, 'mellem' og ope, 'åbning for en bjælkeende') er en del af den doriske frise, som udfylder rummet mellem triglyfferne. Metopen består af en firkantet blok, som kan være mere eller mindre dekoreret med skulpturer, ornamenter eller relieffer. De mest berømte eksempler er de 92 metoper på frisen i Parthenon, som viser kampen mellem kentaurer og lapither.